# Bikar karla 2025
La Bikar karla 2025, nota anche come Mjólkurbikarinn per motivi di sponsorizzazione, è la 66ª edizione della Coppa nazionale islandese. È iniziata il 28 marzo 2025 e terminerà il 22 agosto dello stesso anno con la finale. La squadra vincente ottiene la qualificazione per la UEFA Conference League 2026-2027.
La squadra campione in carica è il KA Akureyri, che ha vinto la sua prima coppa nazionale nell'edizione 2024.

## Incontri

### Primo turno
Al primo turno prendono parte 47 squadre provenienti dal terzo livello e dai campionati inferiori e una squadra proveniente dalla 1. deild karla.
| Squadra 1        | Risultato   | Squadra 2        |
| ---------------- | ----------- | ---------------- |
| 28 marzo 2025    |             |                  |
| BF 108           | 8 - 0       | Afríka           |
| Léttir           | 1 - 2       | Kría             |
| Vængir Júpíters  | 1 - 2       | KÁ Ásvellir      |
| Úlfarnir         | 3 - 0       | Stokkseyri       |
| KFK Kópavogur    | 1 - 5       | Elliði           |
| SR               | 2 - 3       | KFR              |
| Árborg           | 0 - 4       | Augnablik        |
| Ýmir             | 3 - 4       | Hafnir           |
| 29 marzo 2025    |             |                  |
| Ægir             | 2 - 3 (dts) | KV               |
| Spyrnir          | 5 - 0       | Neisti           |
| ÍH               | 4 - 1       | KH Reykjavík     |
| Smári            | 4 - 0       | Fálkar           |
| KF Fjallabyggðar | 3 - 5       | Tindastóll       |
| Kári             | 7 - 1       | KFS              |
| Víðir Garði      | 2 - 0       | Hörður Í.        |
| KFG              | 2 - 3       | Reynir Sandgerði |
| Einherji         | 0 - 2       | Sindri Hofn      |
| IBU              | 0 - 6       | Hvíti riddarinn  |
| Árbær            | 4 - 1       | Þorlákur         |
| 30 marzo 2025    |             |                  |
| Hamar            | 1 - 3 (dts) | Skallagrímur     |
| Magni            | 4 - 2 (dts) | Kormákur         |
| Álafoss          | 3 - 4       | RB Keflavík      |
| Álftanes         | 0 - 3       | Haukar           |
| 1 aprile 2025    |             |                  |
| Völsungur        | 4 - 2       | Dalvík/Reynir    |

### Secondo turno
Al secondo turno prendono parte le 24 squadre vincitrici del primo, le cinque squadre che lo hanno saltato e le 11 squadre rimaste provenienti dalla 1. deild karla.
| Squadra 1         | Risultato       | Squadra 2       |
| ----------------- | --------------- | --------------- |
| 3 aprile 2025     |                 |                 |
| Elliði            | 1 - 3           | Haukar          |
| HK                | 4 - 0           | Hvíti riddarinn |
| Þór               | 7 - 0           | Magni           |
| 4 aprile 2025     |                 |                 |
| Reynir Sandgerði  | 0 - 5           | Grindavík       |
| Kári              | 8 - 1           | Árbær           |
| 5 aprile 2025     |                 |                 |
| KÁ Ásvellir       | 3 - 2 (dts)     | KFR             |
| KFA               | 3 - 0           | Spyrnir         |
| KV                | 1 - 6           | Fylkir          |
| Þróttur           | 7 - 0           | Hafnir          |
| Skallagrímur      | 1 - 1 (3-5 dtr) | Úlfarnir        |
| 6 aprile 2025     |                 |                 |
| Höttur            | 1 - 0           | Sindri Hofn     |
| Keflavík          | 6 - 0           | Þróttur Vogum   |
| Leiknir           | 5 - 0           | Kría            |
| 9 aprile 2025     |                 |                 |
| Víkingur Ólafsvík | 5 - 1           | Smári           |
| 10 aprile 2025    |                 |                 |
| ÍH                | 2 - 5           | Selfoss         |
| 11 aprile 2025    |                 |                 |
| Njarðvík          | 5 - 0           | BF 108          |
| Grótta            | 2 - 1           | Víðir Garði     |
| Augnablik         | 0 - 5           | ÍR              |
| 12 aprile 2025    |                 |                 |
| Tindastóll        | 1 - 1 (6-7 dtr) | Völsungur       |
| 14 aprile 2025    |                 |                 |
| RB Keflavík       | 0 - 4           | Fjölnir         |

### Sedicesimi di finale
Ai sedicesimi prendono parte le 20 squadre vincitrici del secondo turno e le 12 squadre provenienti dall'Úrvalsdeild.
| Squadra 1         | Risultato       | Squadra 2        |
| ----------------- | --------------- | ---------------- |
| 17 aprile 2025    |                 |                  |
| Afturelding       | 5 - 0           | Höttur           |
| Kári              | 2 - 1           | Fylkir           |
| Keflavík          | 1 - 0           | Leiknir          |
| Víkingur Ólafsvík | 7 - 1           | Úlfarnir         |
| ÍBV Vestmannæyja  | 3 - 0           | Víkingur         |
| 18 aprile 2025    |                 |                  |
| Grótta            | 1 - 4           | ÍA Akraness      |
| Selfoss           | 4 - 0           | Haukar           |
| Völsungur         | 2 - 3 (dts)     | Þróttur          |
| Stjarnan          | 5 - 0           | Njarðvík         |
| Vestri            | 5 - 3 (dts)     | HK               |
| KA Akureyri       | 3 - 3 (5-4 dtr) | KFA              |
| Breiðablik        | 4 - 0           | Fjölnir          |
| 19 aprile 2025    |                 |                  |
| Grindavík         | 1 - 3           | Valur            |
| KR Reykjavík      | 11 - 0          | KÁ Ásvellir      |
| Þór               | 3 - 1           | ÍR               |
| Fram Reykjavík    | 1 - 0           | FH Hafnarfjörður |

### Ottavi di finale
| Squadra 1      | Risultato       | Squadra 2         |
| -------------- | --------------- | ----------------- |
| 13 maggio 2025 |                 |                   |
| Selfoss        | 1 - 4           | Þór               |
| 14 maggio 2025 |                 |                   |
| ÍA Akraness    | 0 - 1           | Afturelding       |
| Keflavík       | 5 - 2           | Víkingur Ólafsvík |
| KR Reykjavík   | 2 - 4           | ÍBV Vestmannæyja  |
| Valur          | 2 - 1           | Þróttur           |
| Kári           | 2 - 2 (1-4 dtr) | Stjarnan          |
| 15 maggio 2025 |                 |                   |
| KA Akureyri    | 2 - 4           | Fram Reykjavík    |
| Breiðablik     | 1 - 2           | Vestri            |

### Quarti di finale
| Squadra 1        | Risultato | Squadra 2      |
| ---------------- | --------- | -------------- |
| 18 giugno 2025   |           |                |
| Vestri           | 2 - 0     | Þór            |
| Stjarnan         | 4 - 2     | Keflavík       |
| 19 giugno 2025   |           |                |
| Afturelding      | 0 - 1     | Fram Reykjavík |
| ÍBV Vestmannæyja | 0 - 1     | Valur          |

### Semifinali
| Squadra 1      | Risultato       | Squadra 2      |
| -------------- | --------------- | -------------- |
| 1 luglio 2025  |                 |                |
| Valur          | 3 - 1           | Stjarnan       |
| 1° luglio 2025 |                 |                |
| Vestri         | 0 - 0 (5-3 dtr) | Fram Reykjavík |

## Finale
| Reykjavik 22 agosto 2025, ore 20:15 GMT +0 | Valur | – | Vestri | Laugardalsvöllur |